# NAVSAT
Системата TRANSIT, известена също като NAVSAT (Navy Navigation Satellite System, „Флотска спътникова навигационна система“), е първата използвана спътникова навигационна система.
Тя е използвана предимно от американските военноморски сили за предоставяне на подводниците с балистични ракети на точна информация за местонахождението им, както и като обща навигационна система на флота и за хидрографски и геодезически проучвания.